# El Run
El Run (El Ru en patués) es una localidad española perteneciente al municipio de Castejón de Sos, en la Ribagorza, provincia de Huesca, Aragón.
La fuente de El Run (en patués, fuen El Ru) es la suministradora de Veri 5.

## Patrimonio
- Ermita de la Virgen de Gracia, de los siglos XI-XII y de estilo románico lombardo.[2][3]
- Iglesia de San Aventín, del siglo XII.[2]
- Fuente de los Siete Caños.[2]

## Fiestas
- Primer fin de semana de agosto.[2]